# توماس پاتریک مور (بازیکن فوتبال)
توماس پاتریک مور (انگلیسی: Thomas Patrick Moore؛ ۱۷ اوت ۱۸۷۲ – September 9, 1934) بازیکن فوتبال اهل آرژانتین بود.